# Brug 1135

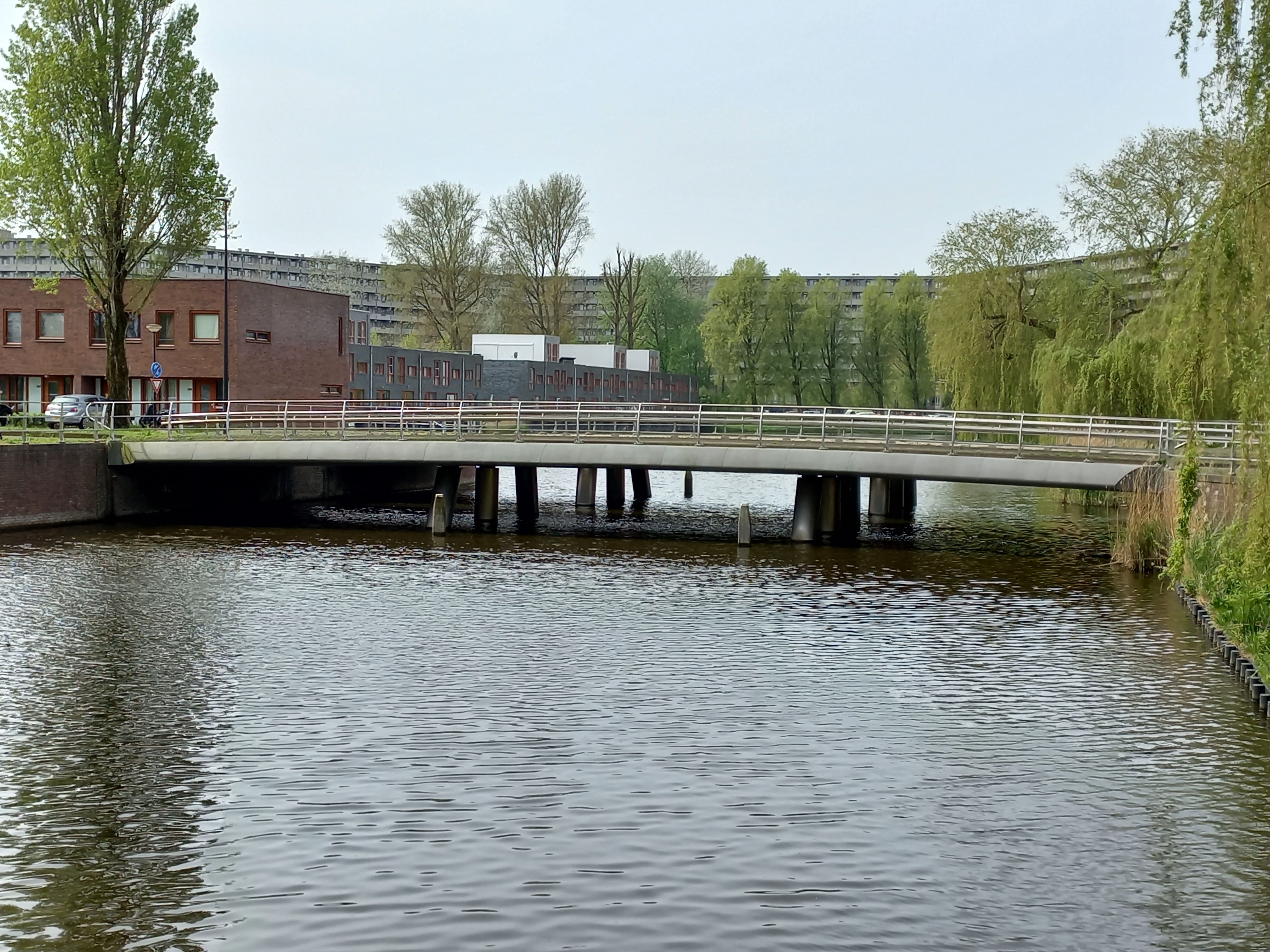
Brug 1135 met op de achtergrond Kleiburg (april 2024)

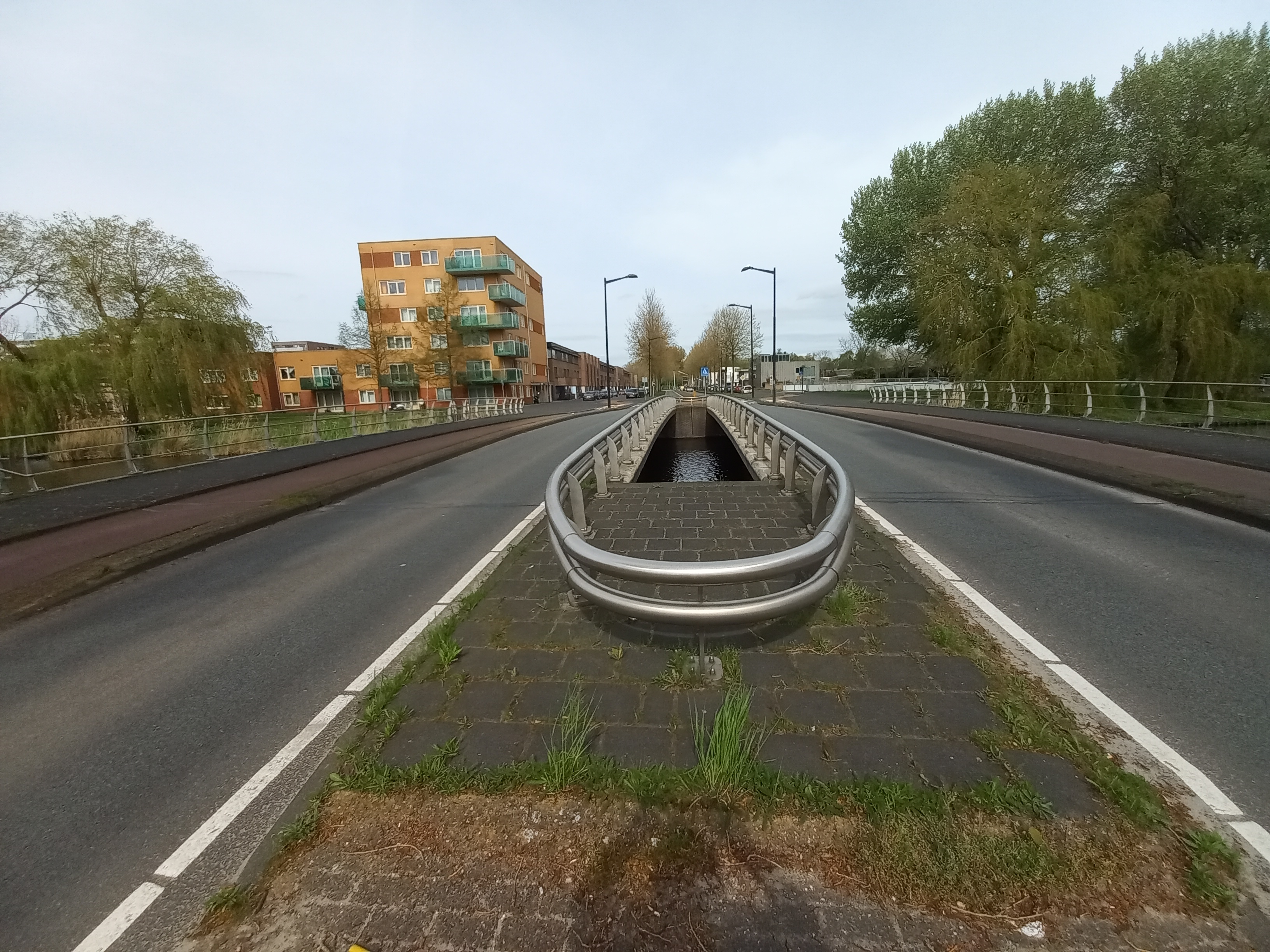
Brug 1135 in de dreef (april 2024)

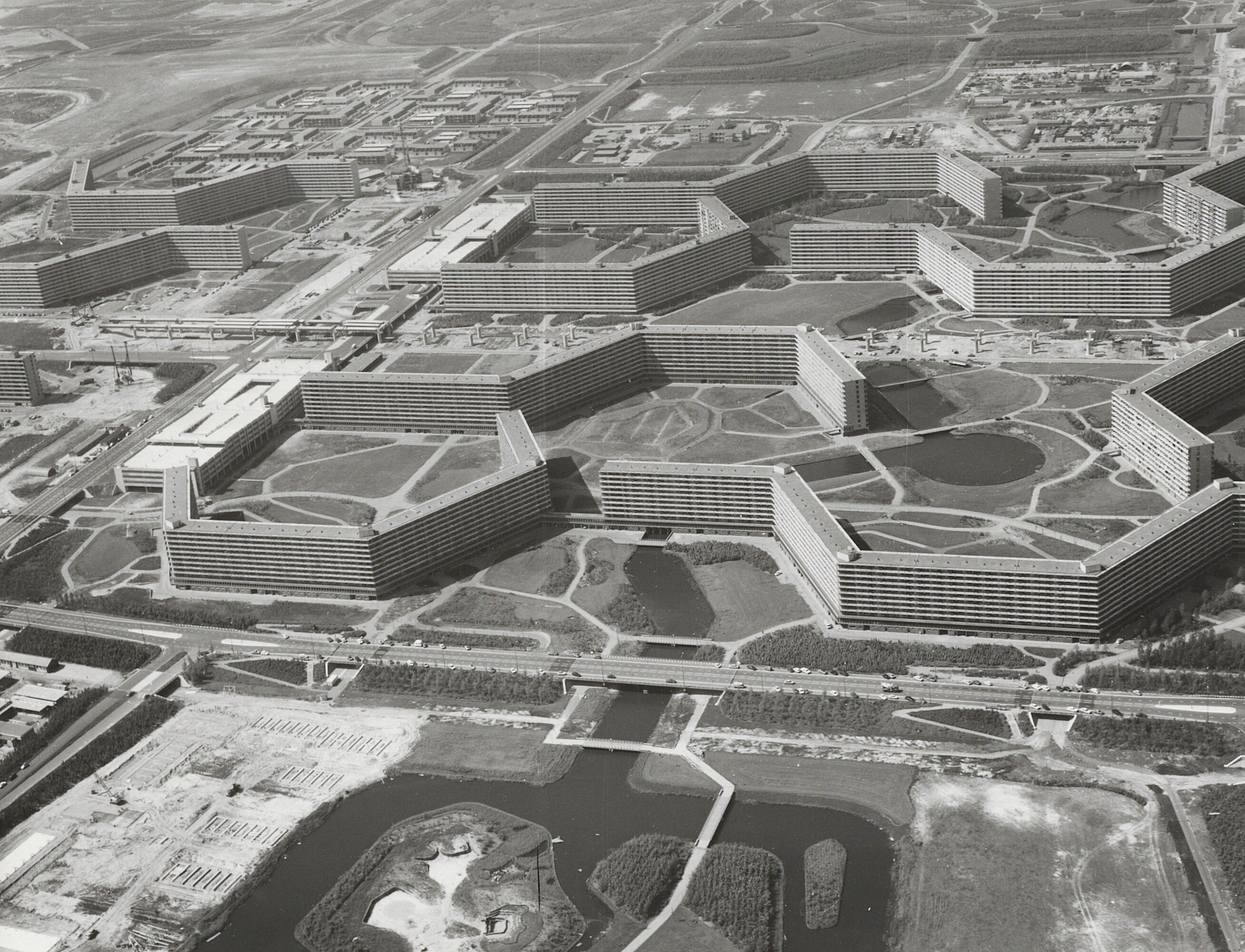
Op de voorgrond de ’s Gravendijkdreef met centraal een vierkant met bruggen 1022 (verkeersbruggen) en bruggen 1134 en 1135 (1973)

Brug 1135 is een bouwkundig kunstwerk in Amsterdam-Zuidoost. Het brugnummer staat voor twee bruggen.

## Versie 1
Bij de aanleg van de 's-Gravendijkdreef rond 1966 moest een overspanning komen over een afwateringstocht en siergracht, die dwars door de G- en K-Buurt zou lopen. Die dreef lag op een dijklichaam, zodat een viaduct geplaatst werd in de vorm van brug 1022. De brug kreeg het uiterlijk mee van de vele bruggen/viaducten die werden gebouwd in de ringweg Bijlmerdreef, 's-Gravendijkdreef, Karspeldreef en Groesbeekdreef. De viaducten werden ontworpen door Dirk Sterenberg en de Dienst der Publieke Werken en hadden toch wel hetzelfde uiterlijk, waarbij lengte en breedte varieerden. Die dreef was alleen voor snelverkeer. Twee jaar later kreeg de brug twee assistenten Brug 1134 en brug 1135. Zij waren bestemd voor het voet-en fietspad dat naast de dreef liep en tevens toegang gaf voor het dan nog in te richten park Bijlmerweide. Ook voor deze brug was Dirk Sterenberg de ontwerper en ook hier was er een standaardontwerp; de zogenaamde maaiveldbruggen, ze lagen immers op maaiveldniveau. Dus kwamen er borstweringen met ankergaten, de specifieke leuningen en een nummerplaatje verwerkt in de leuningen (uiterlijk zie brug 1134). Toen rond de eeuwwisseling de 's-Gravendijkdreef in verband met sanering van de omgeving (hoogbouw maakte plaats voor laagbouw) afgegraven werd, betekende dat het eind van zowel brug 1022 als brug 1135. 

## Versie 2
Omdat het water wel bleef liggen moest er een nieuwe overspanning komen in plaats van brug 1022. Deze kreeg een heel andere inrichting, want de dreef was niet langer een vierbaansweg, maar een tweebaansweg met middenberm (en ventwegen), zoals ook de Groesbeekdreef. Wel werd er geopteerd om de westelijke bijbehorende voet- en fietsbrug te integreren. In plaats van brug 1022 aan te houden als nummer werd gekozen voor brugnummer 1135. De oorspronkelijke brug 1335 verdween en maakte plaats voor een modernere betonnen brug.  Over de brug voeren voet- en fietspaden en rijdekken in beide richtingen; de middenberm van de dreef sluit aan op een open strook in de overspanning, die dient voor het toelaten voor licht op het onderliggende water. Het kunstwerk is circa 23 meter breed en 25 meter lang. De brug hangt laag over het water. De ontwerper van de brug is vooralsnog onbekend.
<<< · 1100 · 1101 · 1107 · 1008 · 1009 · 1110 · 1111 · 1119 · 1121 · 1122 · 1123 · 1124 · 1125 · 1126 · 1127 · 1128 · 1129 · 1130 · 1131 · 1132 · 1133 · 1134 · 1135 · 1139 · 1140 · 1141 · 1142 · 1143 · 1144 · 1145 · 1146 · 1148 · 1149 · 1150 · 1151 · 1152 · 1153 · 1154 · 1155 · 1156 · 1157 · 1159 · 1162 · 1163 · 1164 · 1165 · 1167 · 1170 · 1171 · 1172 · 1173 · 1174 · 1175 · 1176 · 1177 · 1179 · 1180 · 1181 · 1182 · 1183 · 1184 · 1186 · 1187 · 1188 · 1189 · 1190 · 1191 · 1192 · 1193 · 1194 · 1195 · 1196 · 1197 · 1198 · 1199 · >>>
Brugnummers 1102-1106 (gesloopt), 1112-1118 (gesloopt), 1120, 1136-1138, 1145, 1147, 1158 (onbekend), 1160, 1161, 1166, 1168, 1169, 1178 en 1185 (voetbrug Bijlmerweide bouw 1970, sloop 2015) zijn niet (meer) vergeven.